# Ministère de la Langue française
Le ministère de la Langue française est un ministère relevant du gouvernement du Québec, chargé de veiller à la promotion, à la valorisation et à la protection de la langue française et de son statut au Québec en tant que seule langue officielle de la province. Le ministère est également responsable des politiques et de l'aménagement linguistiques de la province, du soutien de la connaissance, la promotion et la mise en valeur du patrimoine linguistique québécois.
Le ministère est chargé de veiller au respect par l'ensemble de l'administration gouvernementale du Québec des dispositions de la Charte de la langue française ainsi qu'à la cohérence des actions décidées.

## Historique
Le ministère est institué le 1er juin 2022 par le gouvernement François Legault en vertu de la Loi sur la langue officielle et commune du Québec, le français, qui, elle, est adoptée le 24 mai 2022. Cela revient à promouvoir le sous-ministère correspondant du Ministère de la Culture et des Communications (Secrétariat à la promotion et à la valorisation de la langue française, précédemment le Secrétariat à la politique linguistique) au statut de ministère.
Avec la création du ministère, la langue française est représentée et défendue par un ministère à part entière. Auparavant, le ministre chargé de la langue française portait le titre de « ministre responsable », par exemple « ministre responsable de la Charte de la langue française » ou « ministre responsable de la Protection et de la Promotion de la langue française », et voyait ses tâches habituellement jumelées avec une autre fonction ministérielle.
Le ministère possède un siège à Québec, la capitale nationale, et un à Montréal, la métropole de la province.

## Liste des ministres
| Titulaire Parti                 | Titulaire Parti                        | Début                           | Fin                             | Cabinet |
| ------------------------------- | -------------------------------------- | ------------------------------- | ------------------------------- | ------- |
| Ministre de la Langue française | Ministre de la Langue française        | Ministre de la Langue française | Ministre de la Langue française | Legault |
|                                 | Simon Jolin-Barrette Coalition avenir  | 1er juin 2022                   | 20 octobre 2022                 | Legault |
|                                 | Jean-François Roberge Coalition avenir | 20 octobre 2022                 | En fonction                     | Legault |

### Ministres responsables de la Charte de la langue française (jusqu'en 2022)
Jusqu'à la création du ministère en 2022, un autre ministre membre du Conseil exécutif était chargé de l'appliction de la Charte de la langue française. En général il s'agit du ministre de la Culture et des Communications, sauf en 1989-1990 et 1994 (le ministre de l'Éducation en est alors chargé), entre 1990 et 1994 (lorsque Claude Ryan, qui est alors ministre des Affaires municipales, en conserve la responsabilité) et finalement de 2012 à 2014 et 2019 à 2022 lorsque la responsabilité est confiée au ministre de l'Immigration.
| Titulaire Parti                                                                 | Titulaire Parti                                                                 | Début                                                                           | Fin                                                                             | Cabinet          |
| ------------------------------------------------------------------------------- | ------------------------------------------------------------------------------- | ------------------------------------------------------------------------------- | ------------------------------------------------------------------------------- | ---------------- |
| Ministre responsable de l'application de la Charte de la langue française       | Ministre responsable de l'application de la Charte de la langue française       | Ministre responsable de l'application de la Charte de la langue française       | Ministre responsable de l'application de la Charte de la langue française       | Lévesque         |
|                                                                                 | Gérald Godin Parti québécois                                                    | 25 septembre 1984                                                               | 3 octobre 1985                                                                  | Lévesque         |
| 3 octobre 1985                                                                  | Gérald Godin Parti québécois                                                    | 16 octobre 1985                                                                 | P.M. Johnson                                                                    |                  |
|                                                                                 | Élie Fallu Parti québécois                                                      | 16 octobre 1985                                                                 | P.M. Johnson                                                                    | 12 décembre 1985 |
|                                                                                 | Lise Bacon Libéral                                                              | 13 décembre 1985                                                                | 31 mars 1988                                                                    | Bourassa (2)     |
|                                                                                 | Guy Rivard Libéral                                                              | 31 mars 1988                                                                    | 3 mars 1989                                                                     | Bourassa (2)     |
|                                                                                 | Claude Ryan Libéral                                                             | 3 mars 1989                                                                     | 11 janvier 1994                                                                 | Bourassa (2)     |
|                                                                                 | Jacques Chagnon Libéral                                                         | 11 janvier 1994                                                                 | 28 septembre 1994                                                               | Johnson (fils)   |
|                                                                                 | Marie Malavoy Parti québécois                                                   | 28 septembre 1994                                                               | 28 novembre 1994                                                                | Parizeau         |
|                                                                                 | Rita Dionne-Marsolais Parti québécois                                           | 28 novembre 1994                                                                | 30 janvier 1995                                                                 | Parizeau         |
|                                                                                 | Jacques Parizeau Parti québécois                                                | 30 janvier 1995                                                                 | 3 août 1995                                                                     | Parizeau         |
|                                                                                 | Louise Beaudoin Parti québécois                                                 | 3 août 1995                                                                     | 29 janvier 1996                                                                 | Parizeau         |
| 29 janvier 1996                                                                 | Louise Beaudoin Parti québécois                                                 | 15 décembre 1998                                                                | Bouchard                                                                        |                  |
|                                                                                 | Agnès Maltais Parti québécois                                                   | 15 décembre 1998                                                                | Bouchard                                                                        | 8 mars 2001      |
|                                                                                 | Diane Lemieux Parti québécois                                                   | 8 mars 2001                                                                     | 29 avril 2003                                                                   | Landry           |
|                                                                                 | Line Beauchamp Libéral                                                          | 29 avril 2003                                                                   | 18 avril 2007                                                                   | Charest          |
|                                                                                 | Christine St-Pierre Libéral                                                     | 18 avril 2007                                                                   | 20 septembre 2012                                                               | Charest          |
|                                                                                 | Diane De Courcy Parti québécois                                                 | 20 septembre 2012                                                               | 24 avril 2014                                                                   | Marois           |
| Ministre responsable de la Protection et de la Promotion de la langue française | Ministre responsable de la Protection et de la Promotion de la langue française | Ministre responsable de la Protection et de la Promotion de la langue française | Ministre responsable de la Protection et de la Promotion de la langue française | Couillard        |
|                                                                                 | Hélène David Libéral                                                            | 24 avril 2014                                                                   | 22 février 2016                                                                 | Couillard        |
|                                                                                 | Luc Fortin Libéral                                                              | 22 février 2016                                                                 | 11 octobre 2017                                                                 | Couillard        |
|                                                                                 | Marie Montpetit Libéral                                                         | 11 octobre 2017                                                                 | 18 octobre 2018                                                                 | Couillard        |
| Ministre responsable de la Langue française                                     | Ministre responsable de la Langue française                                     | Ministre responsable de la Langue française                                     | Ministre responsable de la Langue française                                     | Legault          |
|                                                                                 | Nathalie Roy Coalition avenir                                                   | 18 octobre 2018                                                                 | 4 septembre 2019                                                                | Legault          |
|                                                                                 | Simon Jolin-Barrette Coalition avenir                                           | 4 septembre 2019,                                                               | 1er juin 2022                                                                   | Legault          |

## Organismes liés
Certains organismes du gouvernement du Québec (précédemment liés au Ministère de la Culture et des Communications) relèvent du ministère dès sa création effective: 
- Office québécois de la langue française
- Commission de toponymie

Le Centre de la francophonie des Amériques s'y ajoute en 2024 lorsque les responsabilités de l'équipe de la francophonie canadienne du Secrétariat aux Relations canadiennes y sont transférées.